# مصعب عمر (لاعب كرة قدم سوداني)
مصعب عمر معاذ موسى هو لاعب كرة قدم سوداني في مركز حراسة المرمى، ولد في 4 يونيو 1984 في ود مدني في السودان. شارك مع منتخب السودان لكرة القدم. أما مع النوادي، فقد لعب مع النادي الأهلي والنادي الأهلي ونادي المريخ.

## وصلات خارجية
- هذه المقالة غير مرتبط بويكي بيانات